# NGC 2358
NGC 2358 – gromada otwarta znajdująca się w gwiazdozbiorze Wielkiego Psa. Odkrył ją William Herschel 31 grudnia 1785 roku. Jest położona w odległości ok. 2,1 tys. lat świetlnych od Słońca.